# Kamysjak
Kamysjak (russisch Камызяк) ist eine Stadt in der Oblast Astrachan (Russland) mit 16.314 Einwohnern (Stand 14. Oktober 2010).

## Geografie

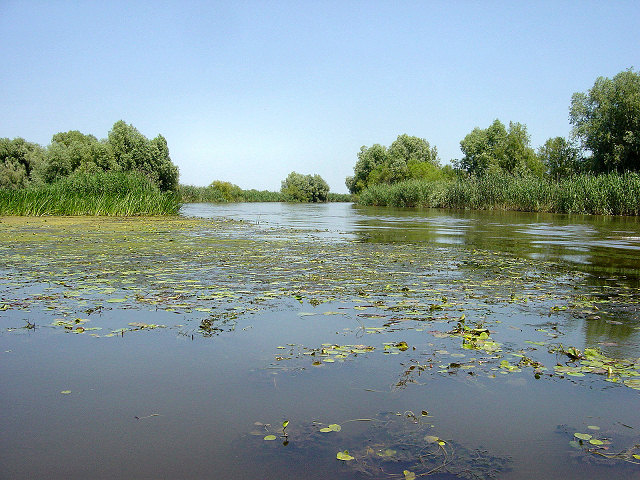
Im Wolgadelta

Die Stadt liegt in der Kaspischen Senke, im Wolgadelta etwa 35 km südlich der Oblasthauptstadt Astrachan unterhalb der Stelle, an der sich der Wolga-Mündungsarm Kisan in die Arme Kamysjak und Tabola verzweigt.
Kamysjak ist Verwaltungszentrum des gleichnamigen Rajons.
Mit Astrachan ist Kamysjak über eine Straße verbunden.

## Geschichte
Kamysjak wurde im 17. Jahrhundert als kleine Fischersiedlung gegründet, erhielt 1918 den Status eines selbständigen Dorfes (Selo) und am 2. Februar 1973 das Stadtrecht. Der Name ist von den kasachischen Wörtern kamys für 
Simse und osek/usjak für Flussarm abgeleitet.

### Bevölkerungsentwicklung
| Jahr | Einwohner |
| ---- | --------- |
| 1939 | 4.211     |
| 1959 | 3.929     |
| 1970 | 6.723     |
| 1979 | 14.096    |
| 1989 | 15.084    |
| 2002 | 16.052    |
| 2010 | 16.314    |

Anmerkung: Volkszählungsdaten

## Kultur, Bildung und Sehenswürdigkeiten
Südlich der Stadt erstreckt sich einer der Teile des Naturschutzgebietes Astrachaner Sapowednik. Es wurde bereits 1919 gegründet, ist seit 1975 als Feuchtgebiet internationaler Bedeutung nach der Ramsar-Konvention und seit 1984 als UNESCO-Biosphärenreservat anerkannt.
In der Umgebung gibt es mehrere archäologische Denkmäler: die Überreste („Gorodischtsche“) der Siedlung Samosdelka sowie die Grabhügel Karakol und Bolschoi Chadschi.
In Kamysjak befindet sich das Wissenschaftliche Forschungsinstitut für Gemüse- und Kürbiskulturbewässerungswirtschaft (НИИ орошаемого овощеводства и бахчеводства).

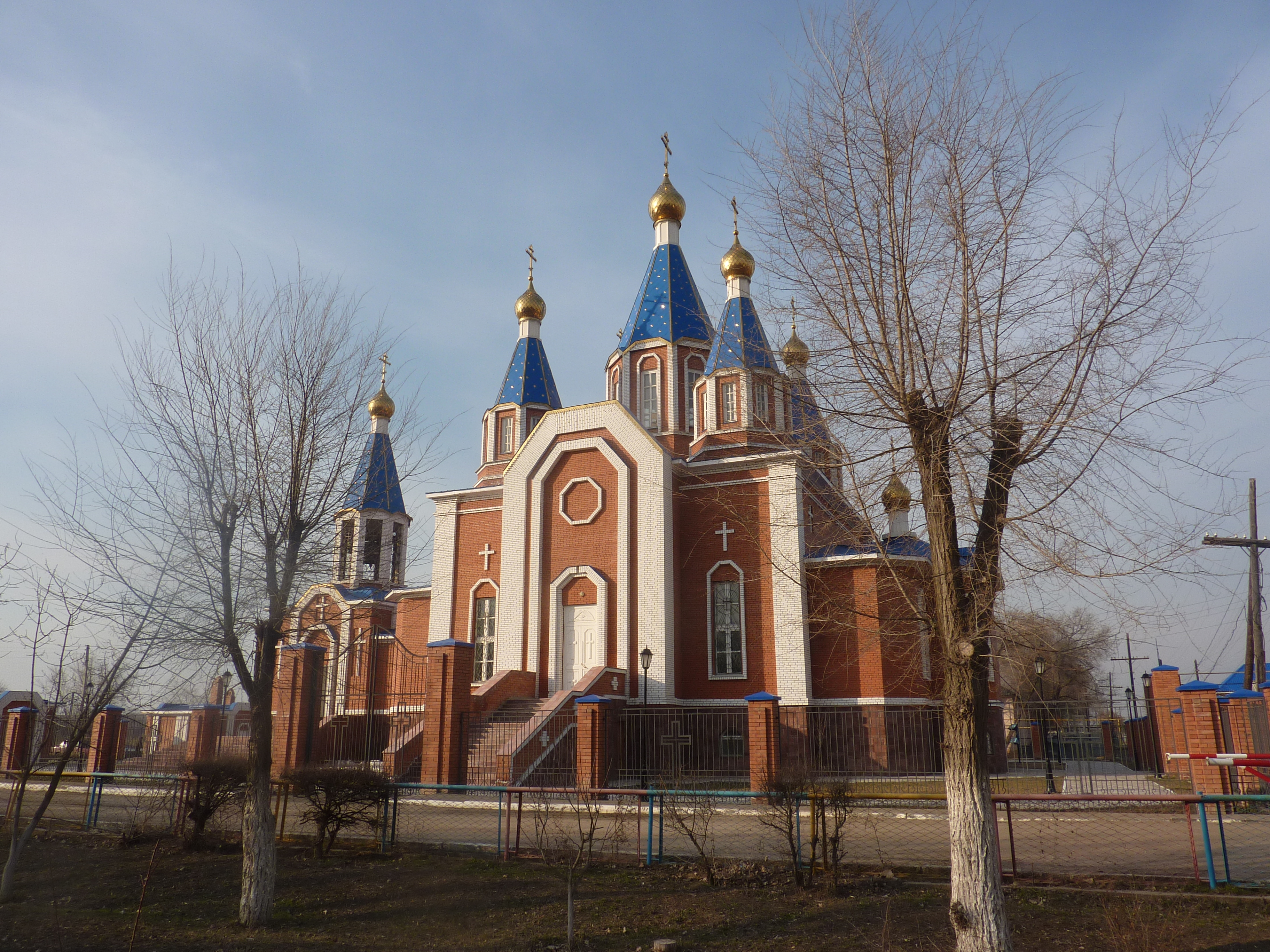
Die Kirche in Kamysjak

## Wirtschaft
Kamysjak ist Zentrum eines Landwirtschaftsgebietes (Reis, Obst, Melonen; Geflügel, Rinder). Darauf basieren Betriebe der Lebensmittelindustrie (Reisverarbeitung Kamris, Konservenfabrik Kamos). Im Rajon gibt es außerdem Fischereiwirtschaft.